# 潘综
潘綜，吴興烏程人，东晋至刘宋政治人物。
孫恩之亂，攻破村莊城邑，潘綜和父親潘驃一起逃亡躲避。潘驃年老，行步遲緩。眼看追兵逼近，潘驃對潘綜说:“我走不動，不能離開這裹了，你趕快走，還可以逃脱，千萬不要一起死在這裹。”説完之後，潘驃就疲乏地坐在地上了。潘綜迎上前去向追兵叩頭，説:“父親年老，乞求你們赐他一條活命。”追兵來到潘驃面前，潘驃也請求説:“孩子年輕，本來可以自己逃脱，現在爲了我老漢而不肯離開。老漢死不足惜，請求你們讓這孩子活下去。”追兵於是舉刀砍潘驃，潘綜彎下腰用自己的身體護着父親，追兵便砍潘綜，潘綜頭上和臉上受了四處創傷，當時就昏暈過去了。追兵中有一人從旁邊走來，對那行凶的人説:“你想做大事業，這孩子冒死救父，殺害孝子是不吉利的。”行凶的人聽他這樣説便停了手，潘綜父子都得以免遭殺害。潘綜的同鄉人秘書監丘系祖、廷尉沈赤黔根據潘綜不平凡的操行，推薦他補官左户令史，拜任遂昌縣長。任滿回家，正逢太守王韶之來到本郡上任，發布教令：將潘綜列入孝廉的人選報上州台，并陳述他的操行事迹。到他將要離開的時候，王韶之爲他在路邊設宴餞行，還寫了四言詩贈給他。宋文帝元嘉四年（427年），經官吏奏請，改他所居村莊名字爲純孝里，免除三代的賦税。。